# 三田尻
三田尻（みたじり）は、山口県防府市の地名。

## 沿革

### 中世の三田尻
奈良時代には周防国国府や国分寺が、この地域に置かれる。また、平安時代には大宰府に下向する菅原道真が立ち寄ったとされ、防府天満宮の縁起となった。

### 江戸時代、毛利氏の御船手組の拠点として

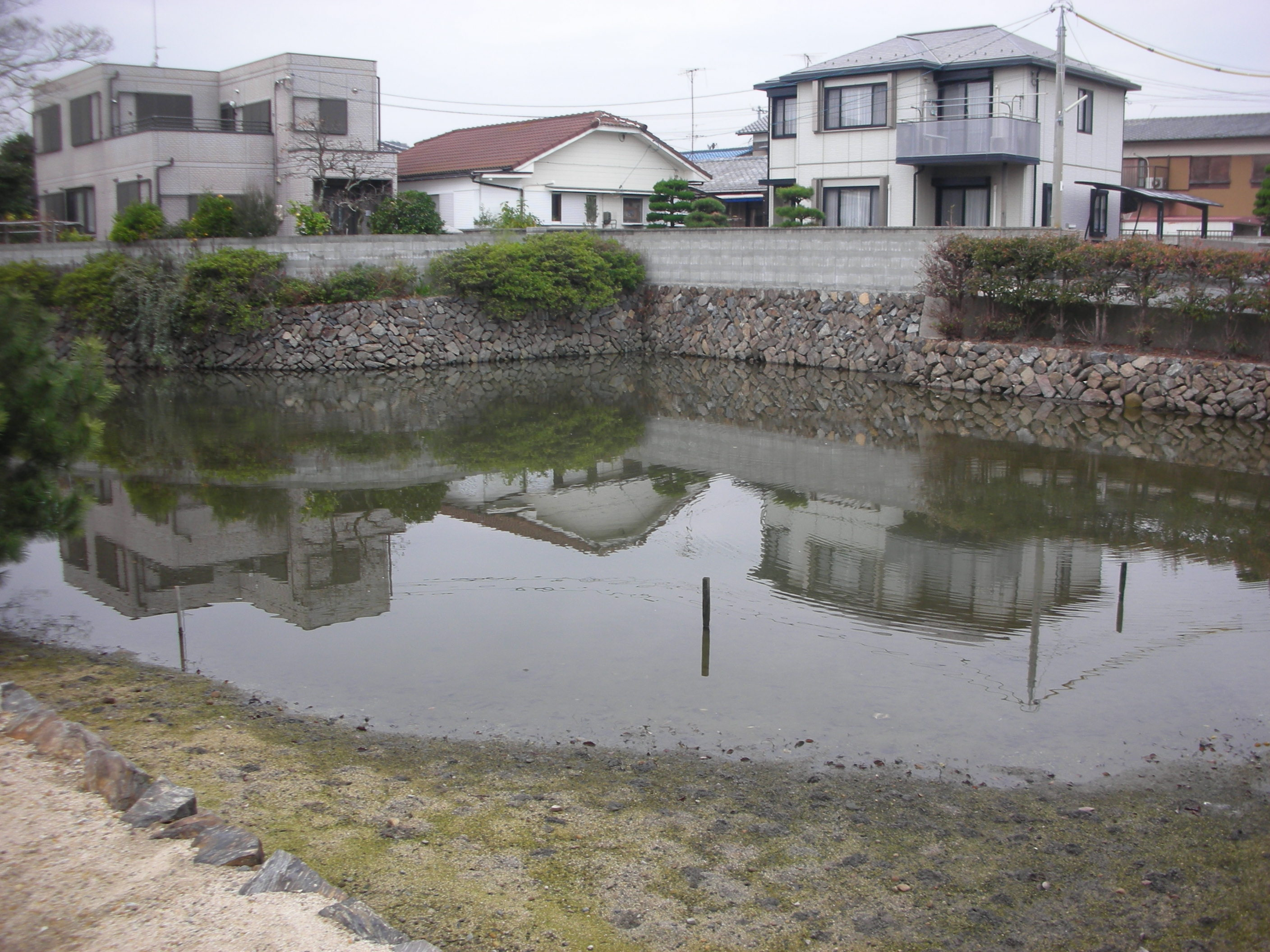
三田尻御船跡（山口県防府市）

1600年（慶長5年）の関ヶ原の戦いの後、毛利氏の所領の内、本拠であった安芸国も取り上げられ、新たな居城を築く必要に迫られた。この時に毛利氏当主・毛利輝元は、周防国山口・周防国三田尻・長門国萩に築城すべく、徳川家康に許可を求めた。徳川家康は毛利氏封じ込めの意図もあり、大内氏以来の周防国の中心であった山口、瀬戸内海に面した天然の良港であった三田尻への築城は認められず、萩城の築城を許可し、毛利氏は山陰に押し込められた。
しかし、天然の良港であった三田尻には、戦国時代に瀬戸内海で活躍した毛利水軍、村上水軍が御船手組に組織改編されて、1611年（慶長16年）下松よりこの三田尻に移り住んだ。御船手組の根拠地となったことで、根拠地としての御船倉の建造や町割りなど、三田尻の整備が進められた。御船手組が居住した警固町、水夫や船大工が居住した新丁方（しんちょうがた）といった当時の地名は現在も残っている。
江戸時代初期には、海路で参勤交代へ向かう出発地となった。1654年（承応3年）に毛利綱広が萩往還を造った際に、三田尻御茶屋を築造するなど、大いに栄えた。しかし、後に参勤交代が海路から陸路に変更されるに及び、その役割は限定的なものとなった。それでも長州藩7代藩主毛利重就は、隠居後にこの三田尻御茶屋に住むなど、三田尻は要衝として重視された。

### 幕末の三田尻と志士達
江戸時代末期にもその重要性は変わらず、坂本龍馬が土佐藩を脱藩して、下関に向かう際には沢村惣之丞と三田尻に立ち寄っている。また、御船倉も海軍局と名前を変え、欧米より伝わった近代航海術の教練や造船技術の教育も行われていた。
七卿落ちの際に、三田尻御茶屋はその滞在所として使用された。その後、御茶屋の敷地内に招賢閣が建てられ、幕末の志士達が足繁く立ち寄った。御茶屋は明治時代以降も毛利家の別邸として使用された。

### 現在の三田尻

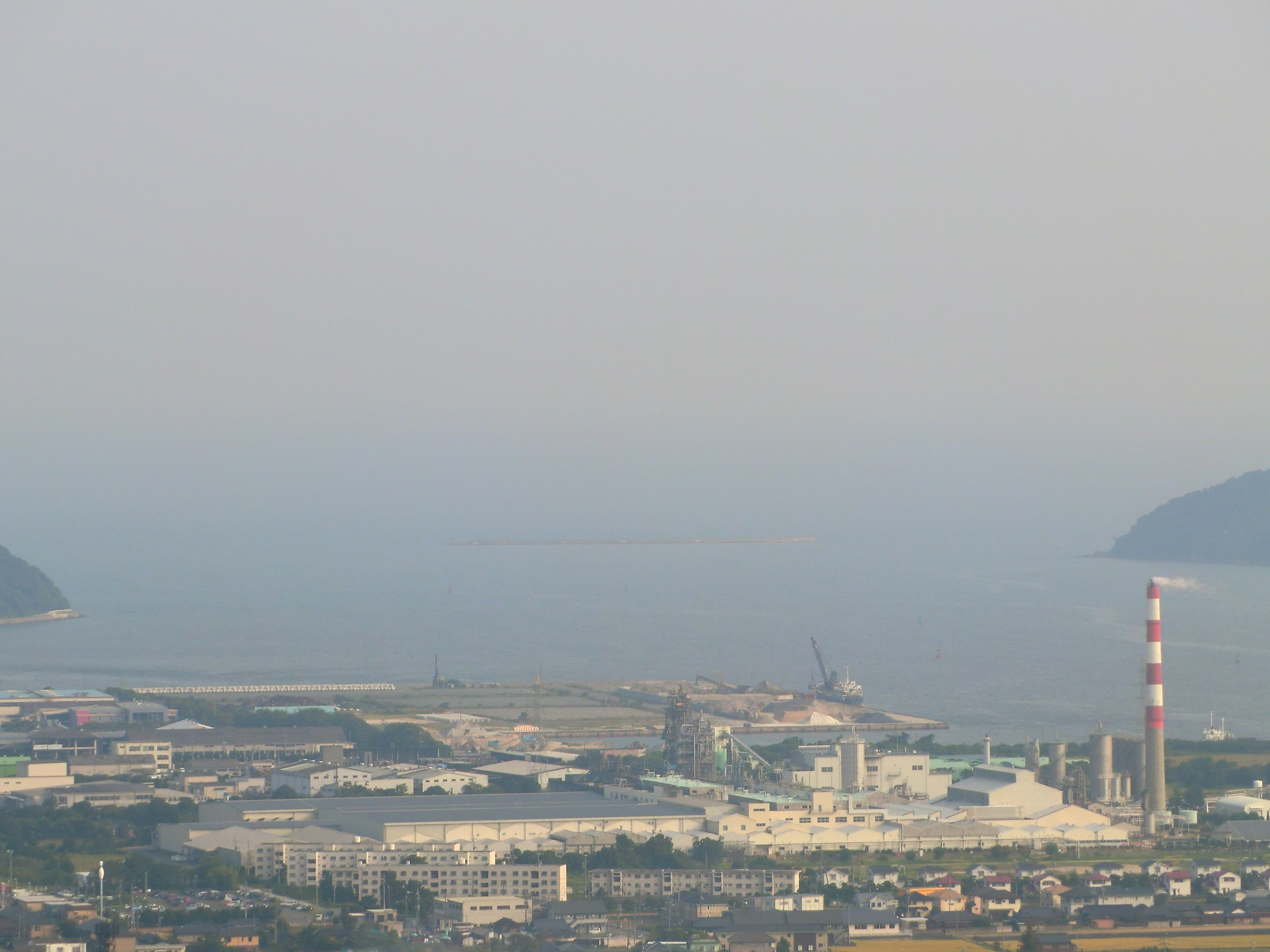
三田尻中関港の三田尻地区遠景

- 1902年1月1日 - 佐波村と三田尻村が対等合併し、防府町となる。
- 1936年8月25日 - 防府町・中関町・華城村・牟礼村が対等合併。市制を施行し、防府市となる。

昭和に入り、水資源の豊富な近隣の塩田跡に工場群が進出するのにあわせ、工場生産品を輸出する港湾として設備の拡充が続けられた。特に、自動車メーカーのマツダが主力工場の一つを防府市に設置したことから重要港湾に指定され、近年の三田尻中関港は中関地区を中心に自動車の輸出港としての活用がめざましい。